# Поражающий (миноносец)
«Поражающий» — миноносец типа «Сокол».

## Постройка и служба
Миноносец «Поражающий» заложен в рамках программы постройки миноносцев типа «Сокол» для русского флота. Нёс службу на Балтике.
16 сентября 1906 года миноносец столкнулся с подводной лодкой «Лосось», которая получила от этого столкновения некоторые повреждения.
«Поражающий» прошел капитальный ремонт корпуса и перевооружение в 1908—1909 годах в Гельсингфосе. В сентябре 1910 г. в шхерах сел на мель, получив при этом пробоину в подводной части. Снят с мели портовым судном "Могучий" и отбуксирован для ремонта в Порккалауд. В 1913 году переклассифицирован в посыльное судно и занимался обеспечением полетов гидроавиации, состоя при авиационном отделе Службы связи Балтийского флота. Участвовал в охране транспортировки шифров, захваченных на крейсере «Магдебург».
Принял участие в Февральской революции. 7 ноября 1917 года вошел в состав Красного Балтийского флота. 12 апреля 1918 года из-за невозможности проводки во льдах, оставлен в Гельсингфорсе, где был интернирован германским командованием. По условиям Брестского мирного договора возвращен России в мае 1918 года и отправлен по Мариинской водной системе на Волгу для вхождения в состав Волжской военной флотилии. В 1919 году прошёл ремонт и вошел в состав Астрахано-Каспийской военной флотилии. Участвовал в боях с белогвардейцами.
В апреле 1923 года был разоружен и сдан Бакинскому военному порту на хранение, а 21 ноября 1925 года исключен из состава РККФ с передачей Комгосфондов для реализации.

## Командиры
- хх.хх.1902-хх.хх.1904 — капитан-лейтенант (с 1903 капитан 2-го ранга) Покровский, Андрей Георгиевич
- хх.хх.1908-хх.хх.1909 — фон Шульц, Густав Константинович
- хх.хх.1916-хх.хх.1917 — лейтенант Гамильтон, Михаил Владимирович